# Haus Wilsdruffer Straße 3 (Dresden)

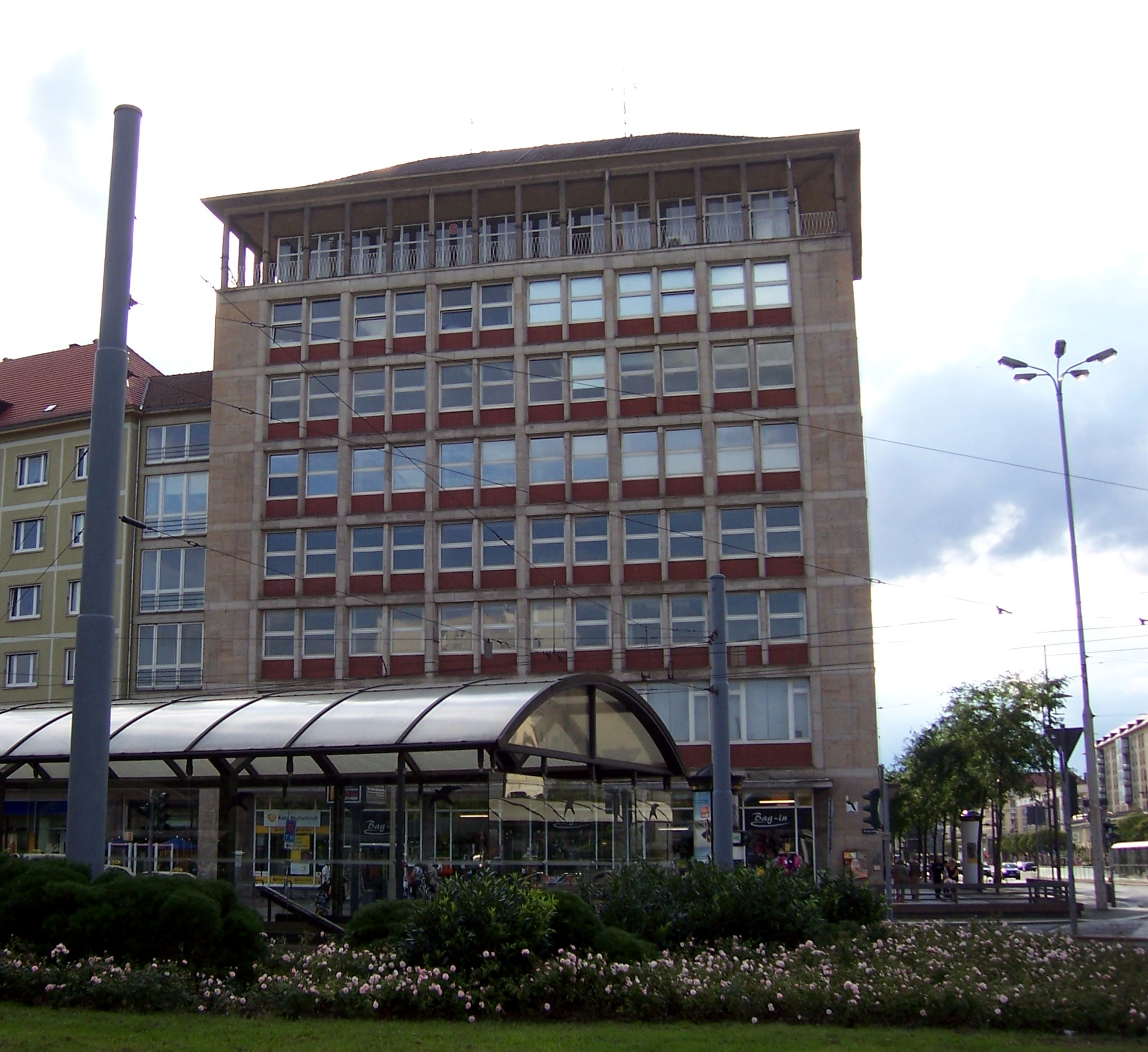
Haus Wilsdruffer Straße 3

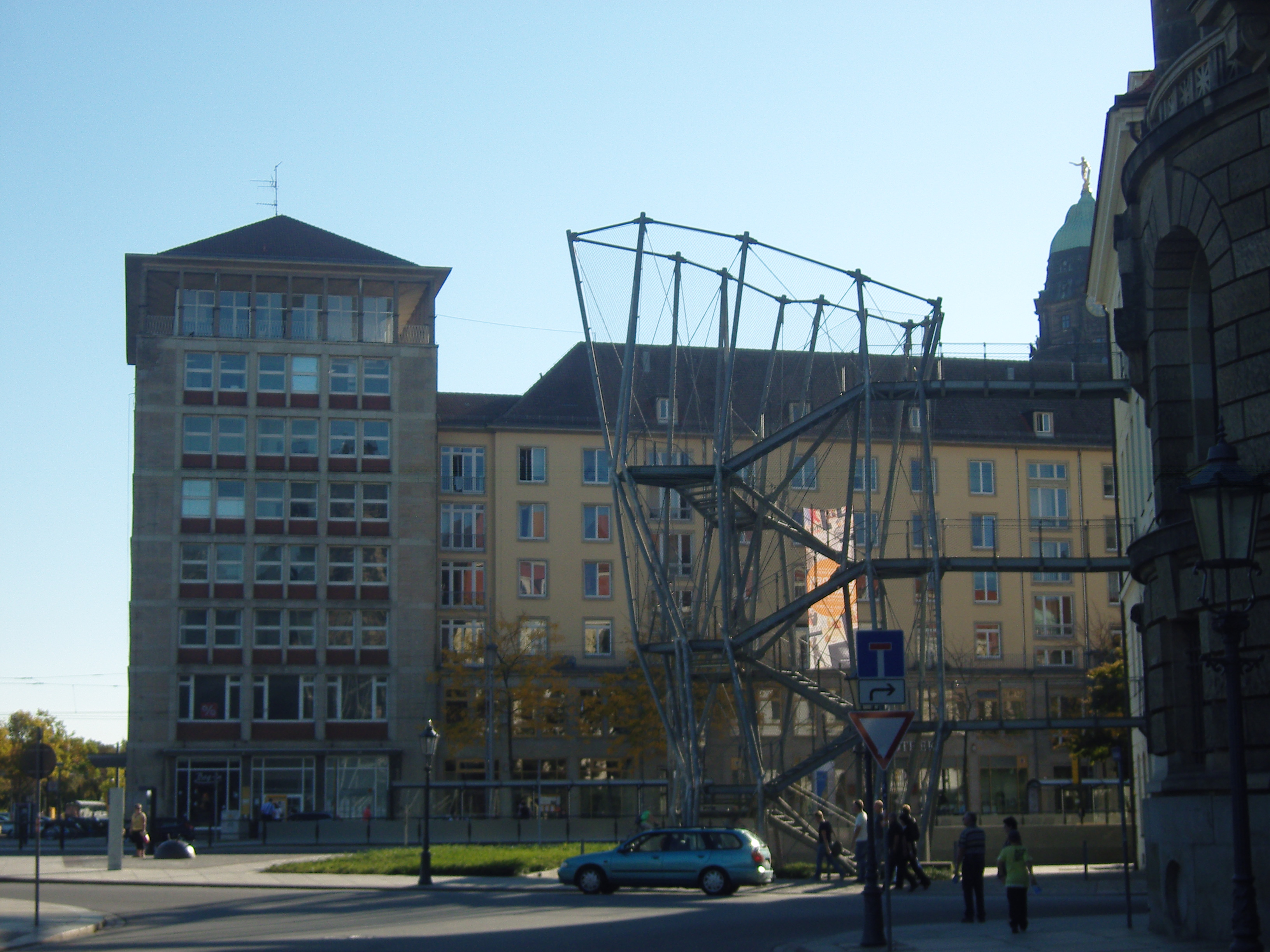
Ansicht vom Polizeipräsidium

Das Haus Wilsdruffer Straße 3 in Dresden ist ein denkmalgeschützter Kopfbau am Pirnaischen Platz mit säulenbestandenem Laubengang mit Walmdach, der im Stil der Neuen Sachlichkeit (Rasterfassade) mit traditionellen Elementen (Walmdach) nach den Entwürfen von Herbert Terpitz, Heinz Mersiowsky und Manfred Arlt 1959/1960 errichtet wurde. Es repräsentiert den Übergangsstil zwischen Tradition und Moderne. Andere Beispiele dafür sind das Studentenwohnheim Güntzstraße 28/28a (1953/1955) und das Mensa-Gebäude an der Reichenbachstraße (1957/58). Beide weisen Rasterfassade und Walmdach auf. Das Gebäude ist Teil des Gebäudekomplexes Ringstraße 3–11 / Wilsdruffer Straße 3–7.
Als dominierendes Eckgebäude repräsentiert es das architektonische Gegenstück zum Haus Altmarkt auf der Ostseite des Altmarktes. Es ist als achtgeschossiges Eckgebäude auf rechteckigem Grundriss gebaut worden und überragt die sich anschließenden sechsstöckigen Wohnhäuser. Das Hochhaus wurde im Rahmen des „Aufbaus der Ernst-Thälmann-Straße in Dresden“ als Teil eines Ensembles errichtet, das in östlicher Fortführung der Gebäude am Altmarkt gebaut wurde.
Die Fassade wird an den Ecken von heimischem Sandstein eingefasst und weist eine durchfensterte Rasterung auf. Dabei werden optisch jeweils zwei Fenster zusammengefasst. Rostrote Keramikplatten sind als Schmuck unterhalb der Fenster angebracht.
Im Erd- und 1. Obergeschoss wurden 1959/1960 Verkaufsräume mit Sportartikeln errichtet. Beide Verkaufsräume waren mit einer geschwungenen Treppe verbunden. Darüber wurden sechs Büroetagen geschaffen, wobei das letzte Geschoss zurückgesetzt, mit einem Säulengang und ganz in Glas gestaltet wurde.

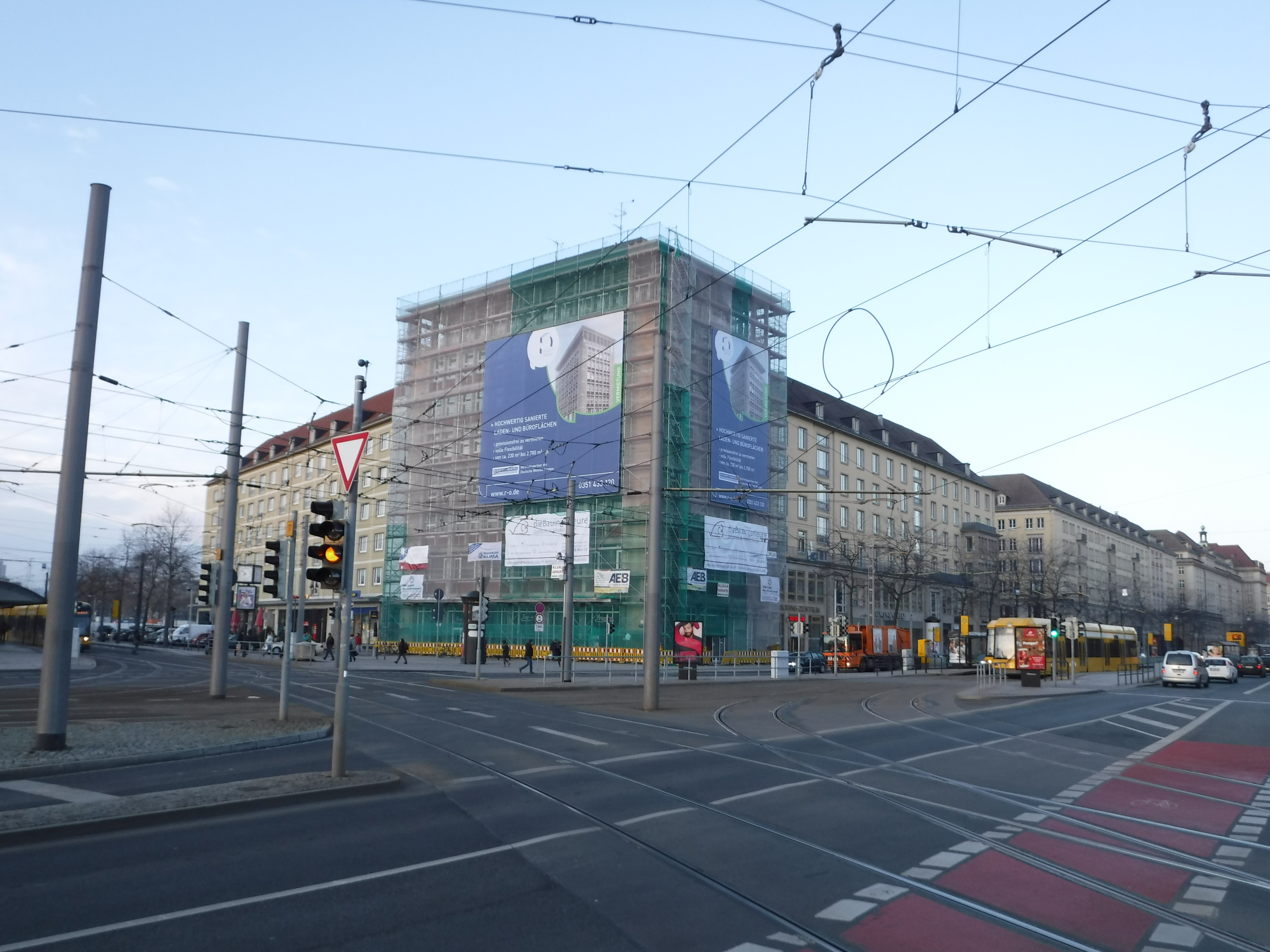
Sanierung 2016

Im Juni 2015 verkaufte die Stadt Dresden das lange fast leerstehende Haus für 1,3 Millionen Euro an das Münchner Unternehmen Hirmer Immobilien. Es veranschlagte die Kosten für eine Sanierung auf 7,4 Millionen Euro. Zuletzt nutzten einige Künstler die oberen Etagen des Hauses für Ausstellungen, im Erdgeschoss gab es ein Taschengeschäft. Nach einem Eigentümerwechsel führt die Firma Deutsche Wohnen die Sanierung 2016 durch. Das Gebäude wurde komplett entkernt, die Fenster erneuert und die Lüftung modernisiert. Ein Wandfries, die Terrazzoböden im Treppenhaus, einige Tür-Oberlichter im zweiten Obergeschoss und die dekorative Treppe konnten erhalten werden und wurden saniert. Seit Herbst 2016 werden auf 2800 Quadratmetern Läden und Büros vermietet.